# 格尼利托夫馬奇河
格尼利托夫馬奇河（烏克蘭語：Гнилий Товмач），是烏克蘭的河流，位於該國中部，屬於大維西河的右支流，發源自克里姆基和列別金之間，流經切爾卡瑟州，河道全長30公里，流域面積169平方公里。